# Пюэш, Анри Шарль
Анри́ Ша́рль Пюэ́ш (фр. Henri-Charles Puech, 20 июля 1902, Монпелье — 11 января 1986) — французский историк религии, исследователь гностицизма и манихеизма.

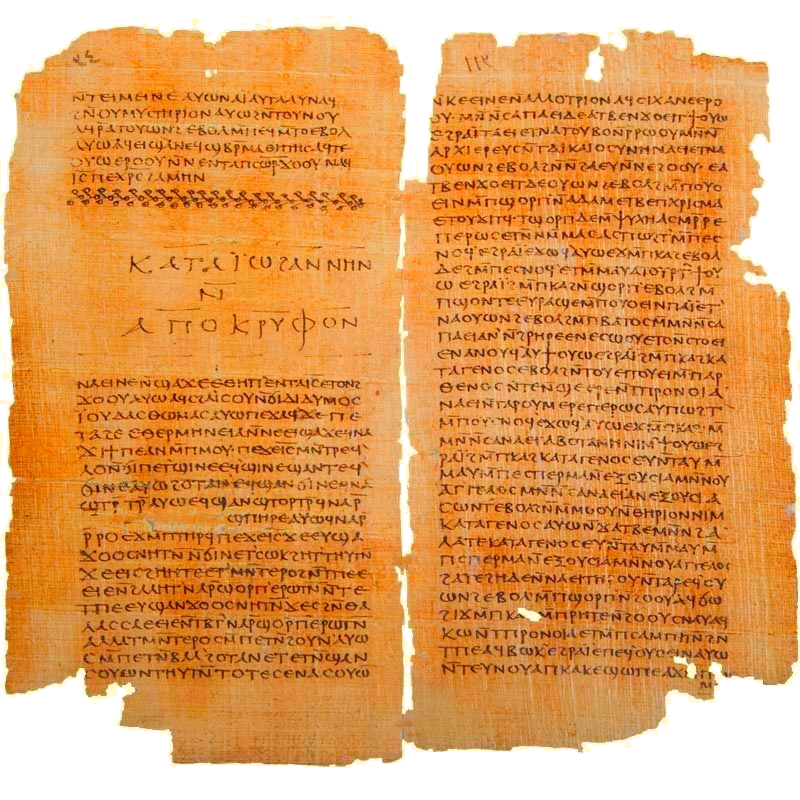
Гностическое Евангелие от Фомы из рукописей Наг-Хаммади

## Биография и научная карьера
Окончил лицей Людовика Великого (1921), Эколь Нормаль (1924). Под руководством Эмиля Брейе специализировался по позднеантичной философии, неоплатонизму, герметическим учениям. Руководитель исследовательского направления в École pratique des Hautes Études, секретарь секции наук о религии (1934—1950), президент этой секции (1950-1962). Секретарь редакции, затем соредактор и главный редактор журнала Revue de l’Histoire des Religions. Вице-президент Международной ассоциации исследователей религии (1950-1965). Профессор Коллеж де Франс (кафедра истории религий, 1952—1972).

## Труды
- Манихеизм — его основатель, его учение /Le Manichéisme. Son fondateur — sa doctrine (1949)
- История религий/ Histoire des religions (1970, 3 тт.)
- В поисках гнозиса/ En quête de la gnose (1978)
- О манихействе и другие эссе/ Sur le manichéisme et autres essais (1979)

## Признание
Почетный доктор Утрехтского университета (1956). Член Института Франции — Академии надписей и изящной словесности (1962), президент этой Академии (с 1968), президент пяти Академий Института (с 1968). Член-корреспондент Британской академии (1970). Офицер ордена Почётного легиона (1963), командор Ордена академических пальм (1965), командор ордена «За заслуги» (1969).